# Kappa Draconis
Kappa Draconis (κ Draconis, förkortad Kappa Dra, κ Dra), som är stjärnans Bayer-beteckning, är en ensam stjärna i västra delen av stjärnbilden Draken. Den har en genomsnittlig magnitud på 3,88 och är synlig för blotta ögat där ljusföroreningar ej förekommer. Baserat på parallaxmätning inom Hipparcosuppdraget på ca 6,7 mas, beräknas den befinna sig på ett avstånd av ca 490 ljusår (150 parsek) från solen.

## Egenskaper
Kappa Draconis är en blå till vit jättestjärna av spektralklass B6 IIIe och antas snart komma in i sin röda jättefas efter att ha förbrukat förrådet av väte i dess kärna. Den har en radie som är ca 5,6 gånger solens och avger ca 1 100 gånger mer energi än solen från dess fotosfär vid en effektiv temperatur på ca 13 800 K.
Kappa Draconis är en eruptiv variabel av Gamma Cassiopeiae-typ. Den varierar i skenbar magnitud inom magnitud 3,82–4,01 utan någon skönjbar periodicitet.